# Brókerarcok
A Brókerarcok (eredeti cím: Boiler Room) 2000-ben bemutatott amerikai bűnügyi filmdráma, melyet Ben Younger írt és rendezett. A főbb szerepekben Giovanni Ribisi, Vin Diesel, Nia Long, Ben Affleck, Nicky Katt, Scott Caan, Tom Everett Scott, Ron Rifkin és Jamie Kennedy látható.
Az Amerikai Egyesült Államokban 2000. február 18-án mutatták be a mozikban. Összességében vegyes, illetve pozitív kritikákat kapott és bevételi szempontból is jól teljesített.

## Cselekmény
Seth Davis (Giovanni Ribisi) 19 évesen egy illegális kaszinót üzemeltet a házában, míg apja abban a tudatban van, hogy fia egyetemre jár. Az üzlet jól megy, majd egy nap a kaszinó régi törzsvendége beállít Greg Weinsteinnel (Nicky Katt), aki fantasztikus munkalehetőséggel kecsegteti: a J.T. Marlin ügynökség tapasztalatlan, tanulatlan fiatalokat keres, akikből néhány hónap alatt profi tőzsdeügynököket képez. Seth azért, hogy imponáljon mindig elégedetlen apjának, elfogadja a munkaajánlatot és visszatér a tanuláshoz is, hogy sikeres bróker válhasson belőle. Hamarosan sikeres ügynök lesz, az új belépők közül a legsikeresebb, ám elfogja a gyanakvás. A jutalékokat túl magasnak találja, az irodában éjszakánként rengeteg hivatalos papírt bezúznak, és kideríti, hogy az általa forgalmazott részvények pedig fiktív cégek értéktelen papírjai. Hamarosan az FBI is felfigyel a tevékenységére majd vádalkut ajánlanak fel neki: ha megszerzi a céges ügyféllistát és tanúskodik a cég vezetői ellen, ejtik a vádakat ellene. Egy apjával folytatott telefonbeszélgetés miatt a bíró apja is a vádlottak körében találja magát.
Seth elfogadja az FBI ajánlatát, az ügyféllistát kicsempészi egy hajlékonylemezen, még figyelmezteti barátját, majd kisétál az épületből. A film záró képsoraiban az FBI lerohanja az épületet.

## Szereplők
| Színész                | Szerep                                          | Magyar hang           |
| ---------------------- | ----------------------------------------------- | --------------------- |
| Giovanni Ribisi        | Seth Davis                                      | Seszták Szabolcs      |
| Vin Diesel             | Chris Varick                                    | Galambos Péter        |
| Nia Long               | Abbie Halpert                                   | Kéri Kitty            |
| Nicky Katt             | Greg Weinstein                                  | Holl Nándor           |
| Scott Caan             | Richie O'Flaherty                               | Vári Attila           |
| Ron Rifkin             | Marty Davis bíró, Seth apja                     | Ujréti László         |
| Jamie Kennedy          | Adam                                            | Bede-Fazekas Szabolcs |
| Taylor Nichols         | Harry Reynard                                   | Fazekas István        |
| Bill Sage              | Drew ügynök                                     | Kárpáti Levente       |
| Tom Everett Scott      | Michael Brantley                                | Lippai László         |
| Ben Affleck            | Jim Young                                       | Széles Tamás          |
| John Griesemer         | portás                                          |                       |
| David Younger          | Marc                                            |                       |
| Russell Harper         | gyerek                                          |                       |
| Mark Webber            | gyerek                                          |                       |
| Christopher Fitzgerald | gyerek                                          |                       |
| Donna Mitchell         | Mrs. Davis                                      | Bessenyei Emma        |
| Jon Abrahams           | Jeff                                            |                       |
| Will McCormack         | Mike, kaszinóvendég                             |                       |
| Jared Ryan             | Casino Steve                                    | Seder Gábor           |
| Anson Mount            | bróker                                          |                       |
| Kirk Acevedo           | bróker                                          |                       |
| Desmond Harrington     | JT Marlin gyakornok (nem szerepel a stáblistán) |                       |